# Valentino Martelli (architetto)
Valentino Martelli (Perugia, 1550 circa – 1630) è stato un architetto italiano.
Attivo a Perugia in pieno clima controriformato quando la chiesa cattolica aveva bisogno di riaffermare la propria funzione di vita spirituale, al Martelli va ricondotto il progetto per la chiesa di S. Maria degli Angeli e quello per la Porta di San Costanzo. Lo stile del Martelli è uno stile essenziale, senza fronzoli, di purezza anche tutta rinascimentale.